# Channel Islands Beach
Channel Islands Beach és una població dels Estats Units a l'estat de Califòrnia. Segons el cens del 2000 tenia 3.142 habitants.

## Demografia
Segons el cens del 2000, Channel Islands Beach tenia 3.142 habitants, 1.362 habitatges, i 784 famílies. La densitat de població era de 3.032,8 habitants per km².
Dels 1.362 habitatges en un 24,5% hi vivien nens de menys de 18 anys, en un 41,9% hi vivien parelles casades, en un 10,1% dones solteres, i en un 42,4% no eren unitats familiars. En el 26,7% dels habitatges hi vivien persones soles el 4% de les quals corresponia a persones de 65 anys o més que vivien soles. El nombre mitjà de persones vivint en cada habitatge era de 2,31 i el nombre mitjà de persones que vivien en cada família era de 2,72.
Per edats la població es repartia de la següent manera: un 18,1% tenia menys de 18 anys, un 7,1% entre 18 i 24, un 39,1% entre 25 i 44, un 26,3% de 45 a 60 i un 9,4% 65 anys o més.
L'edat mediana era de 38 anys. Per cada 100 dones de 18 o més anys hi havia 108,9 homes.
La renda mediana per habitatge era de 58.306 $ i la renda mediana per família de 60.577 $. Els homes tenien una renda mediana de 53.083 $ mentre que les dones 39.946 $. La renda per capita de la població era de 34.088 $. Entorn del 6,2% de les famílies i el 7,3% de la població estaven per davall del llindar de pobresa.

## Poblacions més properes
El següent diagrama mostra les poblacions més properes.